# Nyctinomops aurispinosus
Nyctinomops aurispinosus är en fladdermusart som först beskrevs av Titian Peale 1848.  Nyctinomops aurispinosus ingår i släktet Nyctinomops och familjen veckläppade fladdermöss. IUCN kategoriserar arten globalt som livskraftig. Inga underarter finns listade i Catalogue of Life.
Artepitet i det vetenskapliga namnet är sammansatt av de latinska orden auris (öra) och spinous (taggig).
Individerna når en absolut längd (med svans) av 12 till 14 cm, en svanslängd av 4,5 till 5,5 cm och en vikt av 17 till 23 g. Underarmarna är 4,7 till 5,3 cm långa, bakfötternas längd är cirka 1 cm och öronen är 1,8 till 2,2 cm stora. Öronen är ovanför ansiktet sammanlänkade med varandra. Hos de flesta exemplar är ovansidans päls mörkbrun men rödbruna eller gråbruna individer förekommer likaså. Undersidan är täckt av ljusare päls. Svansens spets är inte inbäddad i svansflyghuden. Artens tandformel är I 1/2, C 1/1, P 2/2, M 3/3, alltså 30 tänder.
Arten har tre från varandra skilda populationer, en i Mexiko vid kustlinjerna, en i nordvästra Sydamerika och den tredje i östra Brasilien. Nyctinomops aurispinosus lever främst i låglandet men ibland hittas den 3150 meter över havet. Habitatet utgörs av olika slags skogar och av buskskogar.
Individerna vilar i grottor eller sällan i byggnader. De jagar troligen insekter som saknar hård skal. Fladdermusen jagas själv av ugglor. En hona med en diande unge hittades i juli. I grottor kan arten bilda blandade kolonier tillsammans med andra släktmedlemmar.